# Капитал (вестник)
Вижте пояснителната страница за други значения на Капитал.
Капитал е българско онлайн издание за икономически новини и анализи от България. Медията стартира като ежеседмичник в София през 1993 г. Издава се от Икономедиа.
„Капитал“ е влиятелен интелектуален и бизнес седмичник, част е от портфолиото на „Икономедиа“ – медийна група в България, включваща множество и различни издания, собственост на Иво Прокопиев и Теодор Захов (закупил акциите на Филип Харманджиев, август 2010).

## История
Първият брой на „Капитал“ излиза на 4 октомври 1993 година. Вестникът е създаден от 10 души. Те са убедени, че знаят какво трябва да се промени в България и искат да направят медията на тази промяна. Екипът на „Капитал“ си поставя за цел да бъде кучето, което хапе – да защитава позициите на честните данъкоплатци, да прави нова, качествена преса, независима от политически или икономически интереси.
През 1994 година „Капитал“ получава първото си признание – печели доверието на агенция Ройтерс, с която сключва договор за сътрудничество. „Капитал“ винаги е имал прозрачна собственост, което не е характерно за българския медиен пазар – още от самото начало той се издава от „Агенция за инвестиционна информация“ ООД (АИИ), съдружници в която са Иво Прокопиев (първият главен редактор на вестника) и Филип Харманджиев (първият директор). През 2002 г. АИИ подписва договор за сътрудничество с германската група за бизнес медии „Ханделсблат“ (Verlagsguppe Handelsblatt GmbH, „издателска група Ханделсблат ООД). Двете издателства обменят новини и информация. АИИ получава правото да използва ноу-хау по редакционните и технически въпроси, както и за рекламата, маркетинга и графичния дизайн.
В началото на 2005 година „Капитал“ стават част от семейството на „Ханделсблат“. Създадена е нова компания – „Икономедиа“ АД, в която 50% са собственост на издателска група Ханделсблат и 50% на АИИ. През 2007 г. издателите Иво Прокопиев и Филип Харманджиев изкупуват обратно дяловете от издателска група Ханделсблат.
„Капитал“ е първата медия, която прави разследвания за финансовите пирамиди и фалита им в периода 1993 – 1994 г., а през следващите години – за старта на различни бизнес структури, за силовите групировки, за задкулисните политически игри, за злоупотреби. През годините „Капитал“ развива категорията качествената преса (quality press) в България и налага много от стандартите на съвременната българска журналистика. В архива му може да се разглежда като икономическата и политическа история на България през последните 13 години.
Главни редактори:
- 1993 – 1999: Иво Прокопиев
- 1999 – 2002: Петко Шишков
- 2002 – 2006: Любомир Василев
- 2006 – август 2010: Галя Прокопиева
- 2010- юни 2024: Алексей Лазаров
- 2024-        : Ивайло Станчев

## Съвременно развитие
За да запази лидерските си позиции и доверието на аудиторията си, философията на вестника е да се променя заедно с читателите. Постоянни остават само принципите на работа, ценностите му и журналистите му. За „Капитал“ 2006 е годината на иновациите. От месец март вестникът се появява на пазара с ново лице. 2010 Капитал (и Дневник) променя своята онлайн визия (дизайн на сайта).
„Капитал“ става първият български вестник с модерна визия, разработена от едни от най-добрите консултанти в света – Innovation Media Consulting Group. Директорът на Innovation определя промяната като „редизайн, движен от съдържанието“. Целта не е просто да се облече в нови дрехи, а и те да са такива, които са по-удобни и елегантни за читателите. Най-важните промени в „Капитал“ – ново лого, разделение на секции, навигация чрез цветове, организирана информация, повече визуална журналистика, нови шрифтове и по-въздействащи илюстрации.

## Награди за журналистика
„Капитал“ и журналистите, които работят във вестника са отличавани десетки пъти за разследвания, репортажи, анализи и снимки. В колекцията от награди на вестника са призове от Журналистическите награди „Паница“, наградите на Съюза на издателите в България „Черноризец Храбър“, журналистически награди „Робер Шуман“ и други. Текстове, публикувани в „Капитал“ са печелили и международни награди. През 2006 година хартиеното издание печели награда в категория „Дизайн на първа страница“ за три от първите си страници на осмото издание на European Newspaper Award, наричани „Пулицър“ за вестникарски дизайн. Най-важнате награда за вестника обаче е доверието на читателите. То и позицията на „Капитал“ превръщат седмичника в институция в най-новата история на България.

## Раздели
След редизайна през 2006 година, основното тяло на „Капитал“ се разделя на четири части. Идеята на новата структура е да отразява по-добре интересите на читателите му. Това са К1: Капитал, К2: Бизнес, К3: Кариери и Капитал Light.

### К1: Капитал
К1 е секцията, с която започва вестникът. В нея са събрани рубриките „Коментари и анализи“, „Политика и икономика“, „Общество“, „Медиа и реклама“, „Технологии“, „Тема на броя“, „Спорт“, както и страницата „Имена“. В тази част е позицията на „Капитал“.

### К2: Бизнес
В тази част на вестника са събрани всички рубрики, свързани с бизнес теми: „Компании“, „Пазари“, „Финанси“, „Предприемач“ и „Моят Капитал“.
„Предприемач“ предлага отговори на всички значими въпроси, които вълнуват читателите с малък и среден бизнес.
„Моят Капитал“ е разработена като личен финансов съветник на всеки. Тя консултира как читателите да управляват по-добре парите си.

### К3: „Кариери“
Капитал Кариери е седмично приложение за мениджмънт, човешки ресурси, пазар на труда и надграждащо образование. Всяка седмица в него се публикуват над 100 обяви за работа, както и реклами на университети, МВА програми, курсове, школи.

### Капитал Light
Капитал Light е седмично приложение за свободно време. Излиза като приложение на вестник „Капитал“ от април 2003 г., наследник е на приложенията „КапитЕл“ и „Капитал Net“.

### www.capital.bg
Освен съдържанието на хартиеното издание, Capital.bg има блогове, в която журналистите публикуват всеки ден свои впечатления и коментари. Вестникът предлага услугата e-paper.
„Капитал“ създава и над 10 специални издания годишно, като „Капитал Авто“, „Home Style“, „Банки и финанси“, „Образование“.
През 2007 Капитал възстановява класацията си за най-големите компании в България. КАПИТАЛ 100 се създава по данни за предходната финансова година и класира стоте най-големи български компании.

### Библиотека
Обединява всички списания, познати също и като специални издания, както и основното издание, на едно място за прегледност и лесен достъп. Достъпна е на: https://www.capital.bg/biblioteka/. Изданията са изредени по-долу:
- Капитал (основното издание, получава обозначение по образеца „бр./година“);
- Капитал Здраве
- Градове: Име на града;
- Имоти и инвестиции
- Net Zero Economy;
- Гепард;
- КМаркетинг Factbook;
- К100: Най големите компании в България Година;
- Бакхус;
- КInsights;
- КReport: Предмет на отчета;
- Светът утре;
- Digitalk 101.

## Достъпност на съдържанието

### Мобило приложение КапиталPro
Достъпно за платформите iOS и Android в AppStore и Google Play съответно.